# Албахтино
Алба́хтино (чув. Супар) — деревня в Красноармейском муниципальном округе Чувашской Республики. Входила в состав Алманчинского сельского поселения до его упразднения в 2021 году.

## География
Расположена в 6 км от проходящей автомагистрали «Чебоксары-Ульяновск». Расстояние до г. Чебоксары: ~ 45 км 53 м (по прямой), 64 км (по ж.д.). Расстояние до райцентра 19 км, до ж.д. станции 1 км.

## История
По единственной на данный момент достоверной версии, деревню основал некто Албахтин (Albahtin), который прибыл в Поволжье в числе легионеров из Европы или в составе казачьих войск с территории западных областей России. В 16 веке царь Иван IV Грозный воевал с Казанским ханством за расширение государства. Основной ударной силой были казаки. На стороне Иван IV также воевали легионеры из Европы. В благодарность за военную помощь в деле разгрома Казанского ханства царь расплачивался земельными наделами на поместном праве.

В 1557 году, тотчас же вслед за покорением ханства, русское правительство произвело раздачу казанских земель русским людям. Конфискованы были ханские земли и владения казанских князей и помещиков.
Раздел был произведен между следующими категориями: часть земель была отписана на государево имя, часть — на имя наместника, обширные владения были отданы архиепископу, церквам и монастырям, остальными землями были наделены участники походов, дети боярские, имевшие недостаток в земле внутри русского государства, наконец были вознаграждены все изменники, новокрещены и лица, оказавшие различные услуги русским при покорении ханства (напр. мурза Камай). В край хлынул поток русских переселенцев.
— Худяков М.Г. Продолжение войны за независимость Али-Акрам. // Худяков М.Г. Очерки по истории Казанского ханства. — Казань: Государственное издательство, 1923. — С. 155.
Именно так Албахтин, будучи участником военного похода, получил землю, с которой пошла деревня. Характерно, что местное население дало поселению чувашское название «Большие Собары» (иногда просто Собары), при этом в метрических книгах приходские священники указывали как русское, так и чувашское название деревни (вероятно, это зависело от национальности священника).
Хотя до наших дней дошли карты Казанской губернии только 18 века с указанием деревни Албахтино, но по метрическим книгам того же времени, она уже активно развивалась. Подтверждением основной версии стали данные из чувашской энциклопедии: по состоянию на 1670-е гг., в Албахтино уже числилось 50 мужчин. Простые расчёты показывают, что деревня была основана примерно на 100 лет ранее, то есть начиная с середины 16 века.
Нынешние потомки Албахтина провели собственные исследования, в ходе которых выяснили, что его предки проживали в Европе
(в Германии даже есть городок Albachten, ныне район в составе города Мюнстер, а ранее его пригород). Основную помощь в исследованиях оказала ДНК-генеалогия.
Историческая справка

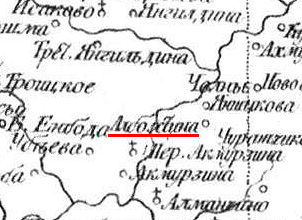
Деревня Албахтино на старинной карте 1792 года с ошибкой на последней гласной

Жители — чуваши, до 1724 ясачные, до 1866 государственные крестьяне; занимались земледелием, животноводством, отхожими промыслами. С 1911 функционировала земская двухкомплект. школа. В 1930 образован колхоз «Партизан». В составе Шердан. волости Чебоксарского уезда, Убеев. волости Ядринского уезда с кон. 17 в. до 1922, Цивил. у. — 1922—1927, Цивил. р-на — 1927—1935, 1962—1965, Траков. — 1935—1940, Красноарм. — 1940—1944, 29 июня 1944 — 1962, с 1965, Чурачик. — 6 марта 1944 — 29 июня 1944.
Число дворов и жителей: в 1670-е гг. — 50 муж.; 1719—1729 — 81 муж.; 1761 — 96 муж.; 1794 — 22 двора, 91 муж., 95 жен.; 1859 — 50 дворов, 112 муж., 136 жен.; 1906 — 274 муж., 262 жен.; 1926 — 142 двора, 281 муж., 300 жен.; 1939 — 352 муж., 383 жен.; 1979 — 170 дворов, 490 чел.; 2002 — 138 дворов, 267 чел.: 119 муж., 148 жен.

## Население
| 1670 | 1729 | 1761 | 2010 | 2012 |
| ---- | ---- | ---- | ---- | ---- |
| 50   | ↗81  | ↗96  | ↗229 | ↗269 |

## Инфраструктура
- Библиотека
- Фельдшерский пункт
- Отделение связи
- 2 магазина[3]

## Транспорт
Добраться до Албахтино можно на поезде «Чебоксары-Канаш», станция «Траки», а также на автобусе 238 маршрута «Чебоксары-Шивбоси» с пригородного вокзала г. Чебоксары.

## Интересные факты
- В 30-е гг. XX века в Албахтино была раскулачена всего одна семья (хотя в других районах Чувашии в таких же по численности и материальному достатку деревнях могли раскулачить по 10-20 семей). Когда семью «кулака» отправляли в Сибирь, все жители деревни вышли на улицу провожать в дальнюю дорогу, и каждая семья дала что-нибудь от себя: тёплую одежду или еду.

- В последние годы деревня попала под пристальное внимание благодаря тому, что оказалась одним из очагов распространения представителей гаплогруппы E1b1b1a1b-V13 в Чувашии, и в Поволжье в целом. Концентрация гаплогруппы в республике подтверждает версию, что войска перебрасывались с запада на восток марш-броском, с последующей раздачей земли на отвоёванной территории. В Чувашии встречаются еще другие названия деревень, которые не имеют ни чувашские, ни русские корни. Деревни получили свои названия от имен/фамилий их владельцев, чьи предки проживали в Европе: Алманчино (Almanchin), Альменево (Almen) и пр.

- В связи с тем, что в деревне Ямбахтино Вурнарского района обнаружены потомки выходцев из деревни Албахтино с гаплогруппой E1b1b1a1b-V13, история появления названия «Ямбахтино» выглядит в ином свете, чем предполагалось ранее. Чувашская энциклопедия перечисляет некоторые использовавшиеся варианты: Вторая Анбухтина (Янбухтина), Янбахтина, Ямбахтина.[5] Фактически речь идет о второй деревне Албахтино, в названии которой из-за небрежного отношения менялись гласные и согласные буквы, как это нередко случается в истории. Вероятный ряд меняющихся названий выглядит следующим образом: Вторая Албахтино — Вторая Анбахтино (Янбахтино) — Вторая Анбухтино (Янбухтино) — Янбахтина (Янбухтина) — Ямбахтина.